# Berg, Växjö kommun
Berg är kyrkby i Bergs socken i Växjö kommun i Kronobergs län belägen norr om Växjö. 
I byn ligger Bergs kyrka.